# 龍王塘桜花園

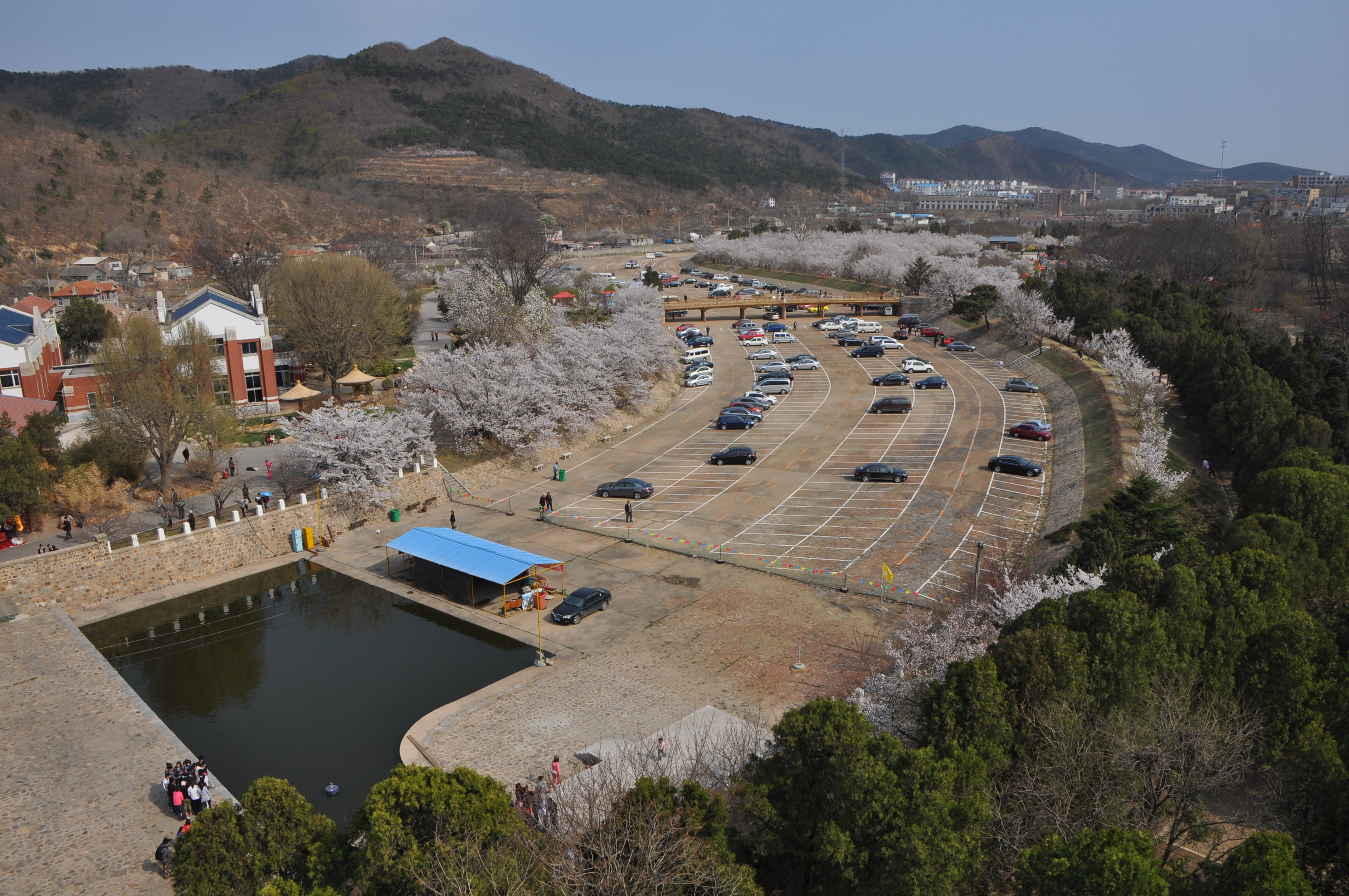
龍王塘桜花園を龍王塘ダムから見下ろす

龍王塘桜花園（りょうおうとうおうかえん、中国語: 龙王塘樱花园＝発音はロンワンタンインファユェン、英語: Longwangtang Cherry Blossom Park）は中国遼寧省大連市旅順口区龍王塘鎮にある観光地で、日本時代に植えられた桜が「旅順の桜」として地元の人たちに親しまれている。

## 概要
龍王塘桜花園は中国遼寧省最南部の大連市旅順口区龍王塘鎮もと官房村にある観光地で、日本時代に作られたダム（旧名：官房水庫、現名：龍王塘水庫、1920年8月着手、1921年3月竣工）の堤堰すぐ下流に植えられた桜が四月末に満開となり、「旅順の桜」または「ロンワンタンの桜」として地元の人たちに親しまれている。
公園入り口で配られるパンフレットには「中国第一桜花園」と書かれており、田中角栄首相が贈った桜も植えられている武漢の桜（東湖桜花園、武漢大学など）と共に、中国では最も美しい桜林になっている。

## 写真集

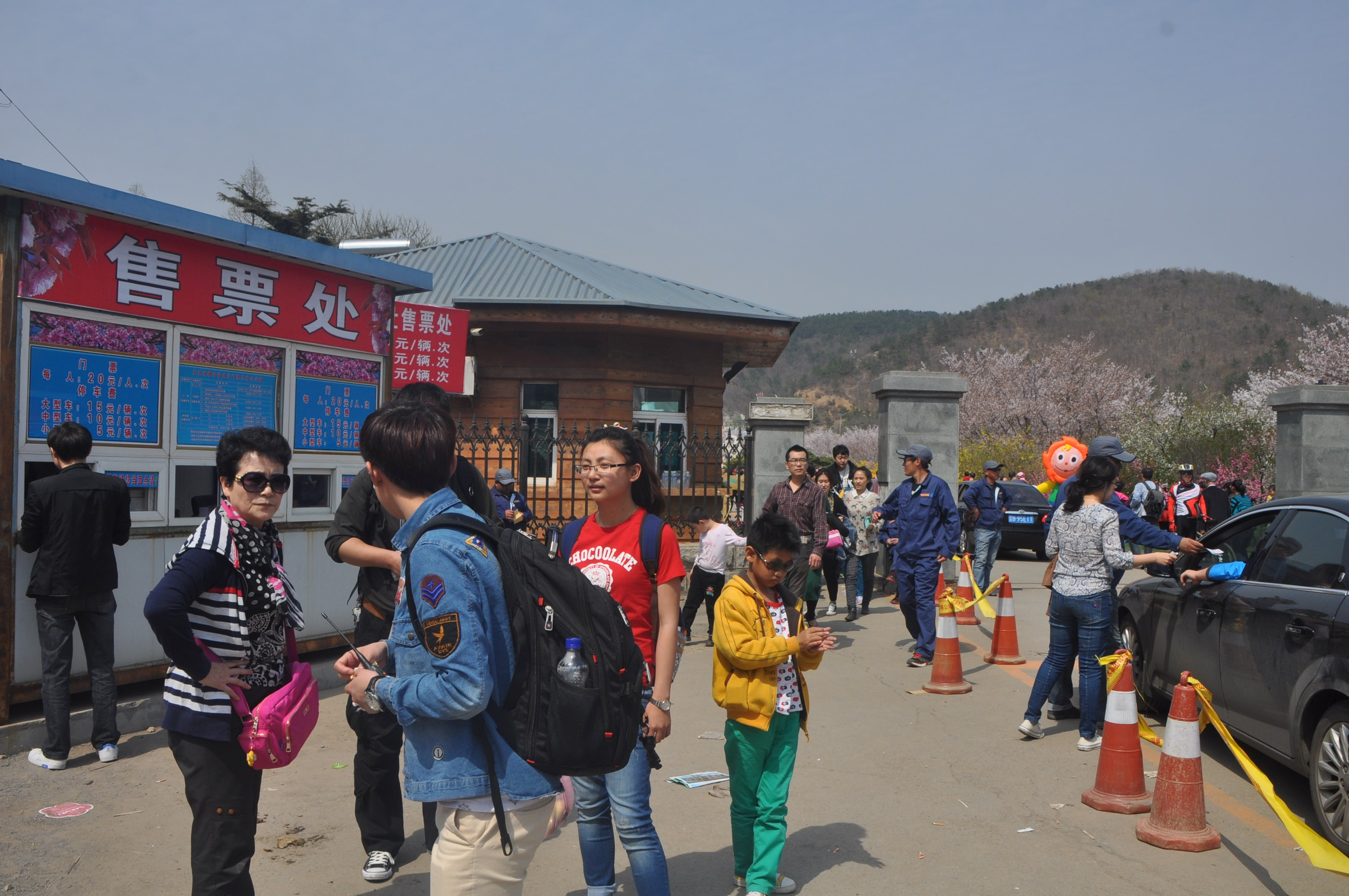
公園入口（有料）は既に人出
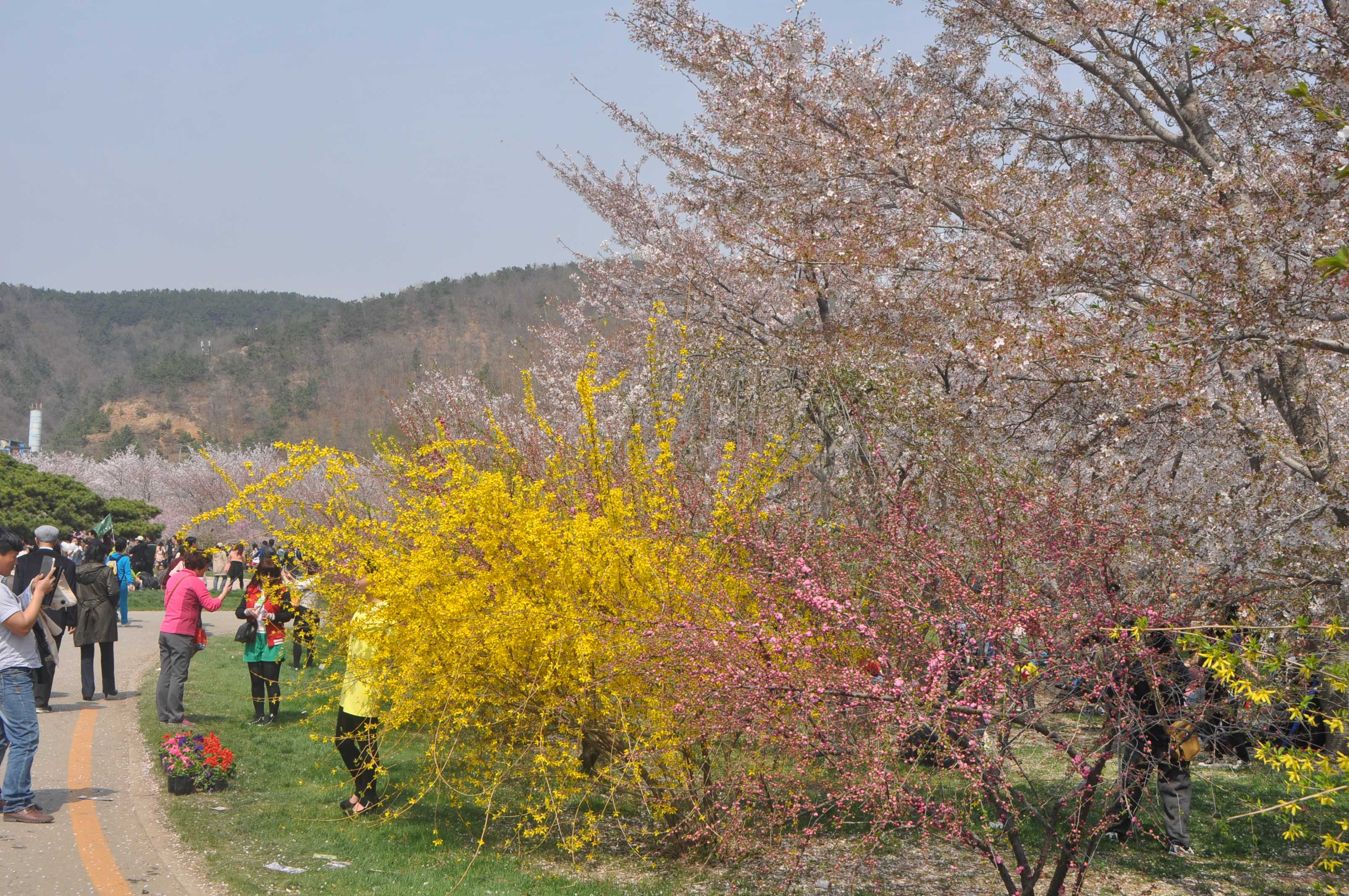
黄色の黄梅（迎春花）の後に桜
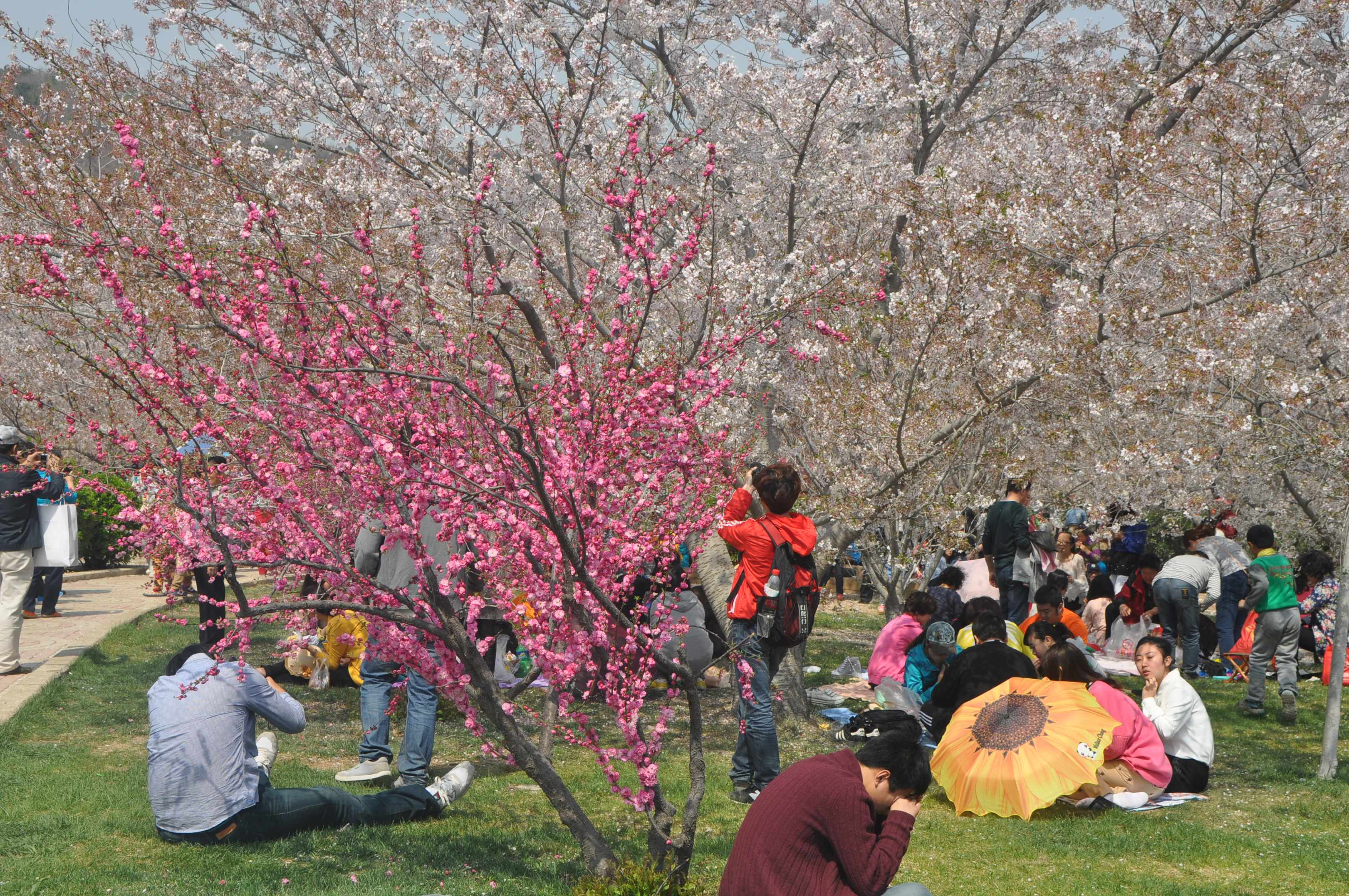
大連人は桜の下で飲食
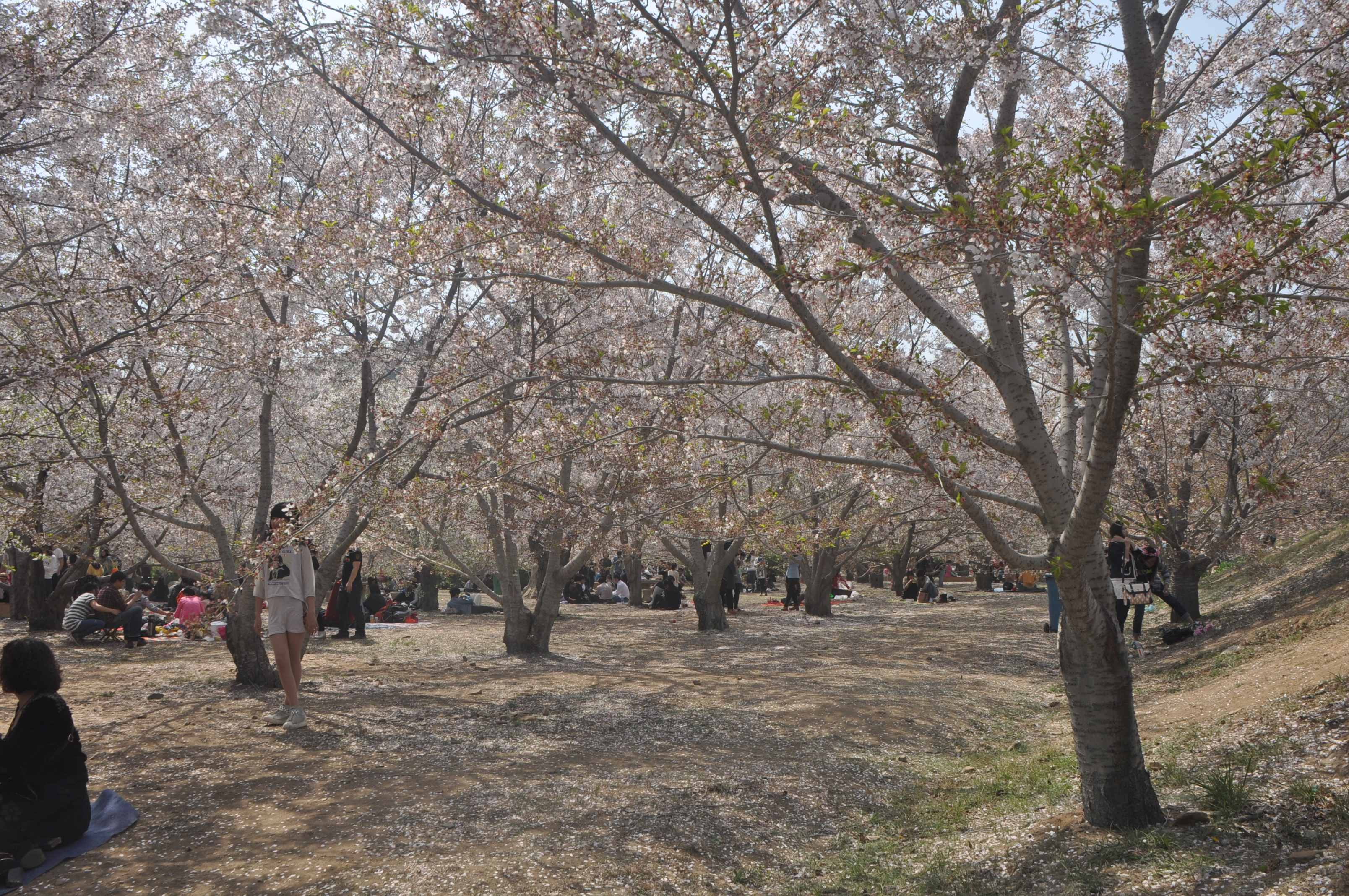
大連人は桜の下で飲食、時には歌い踊る
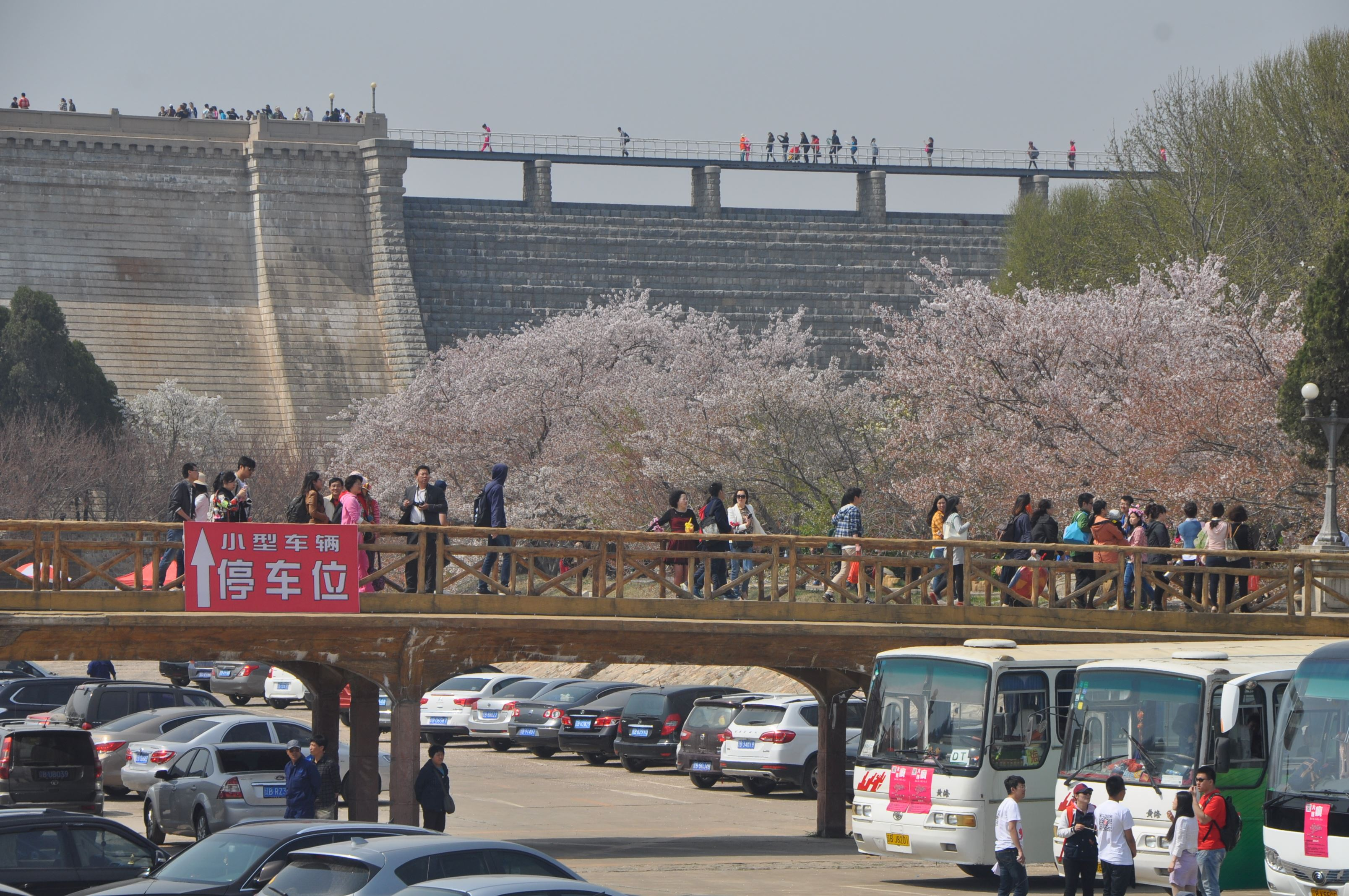
ダム直下（駐車場）両側の桜花園を結ぶ橋
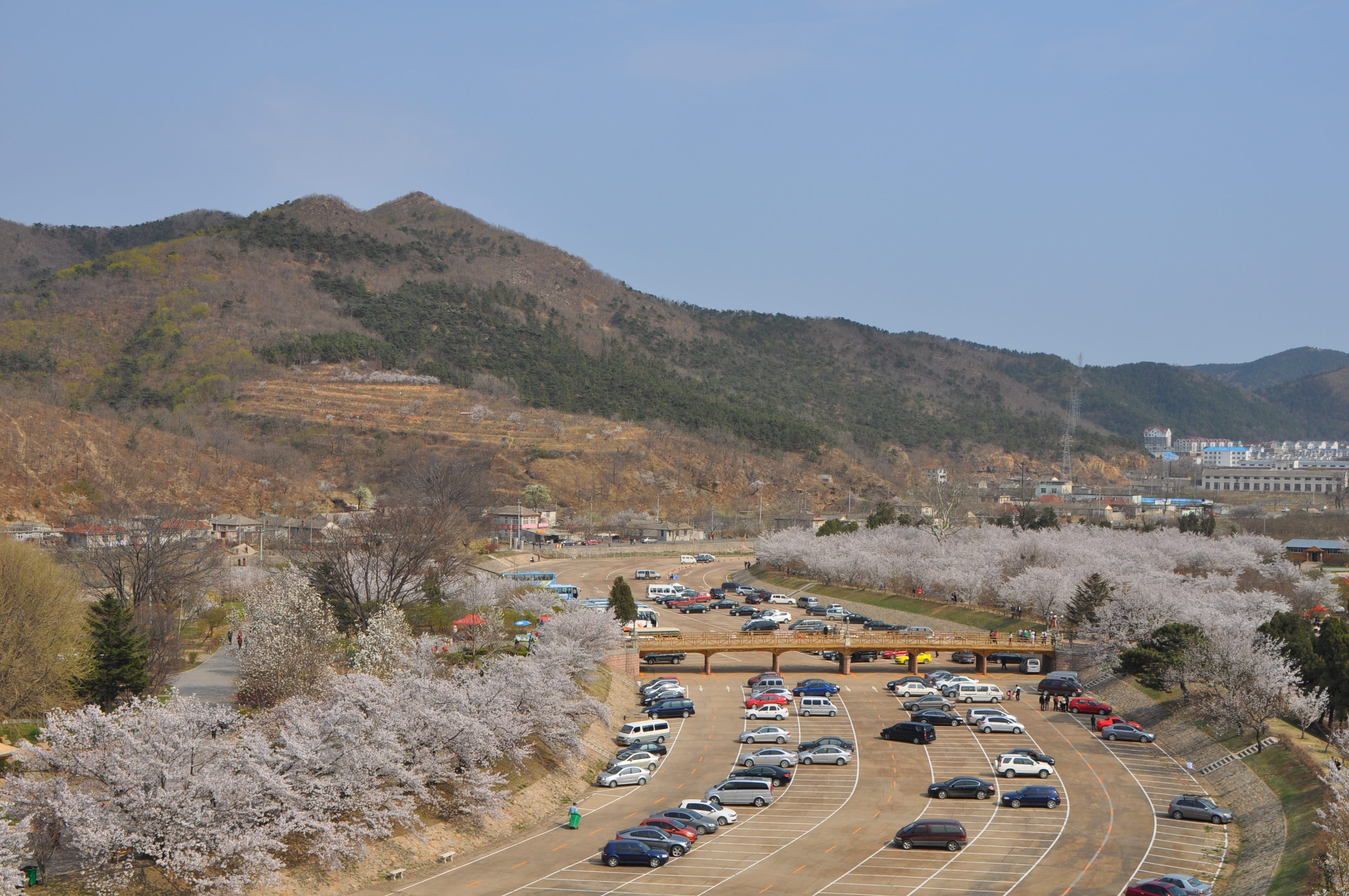
龍王塘ダムから桜花園を見下ろす
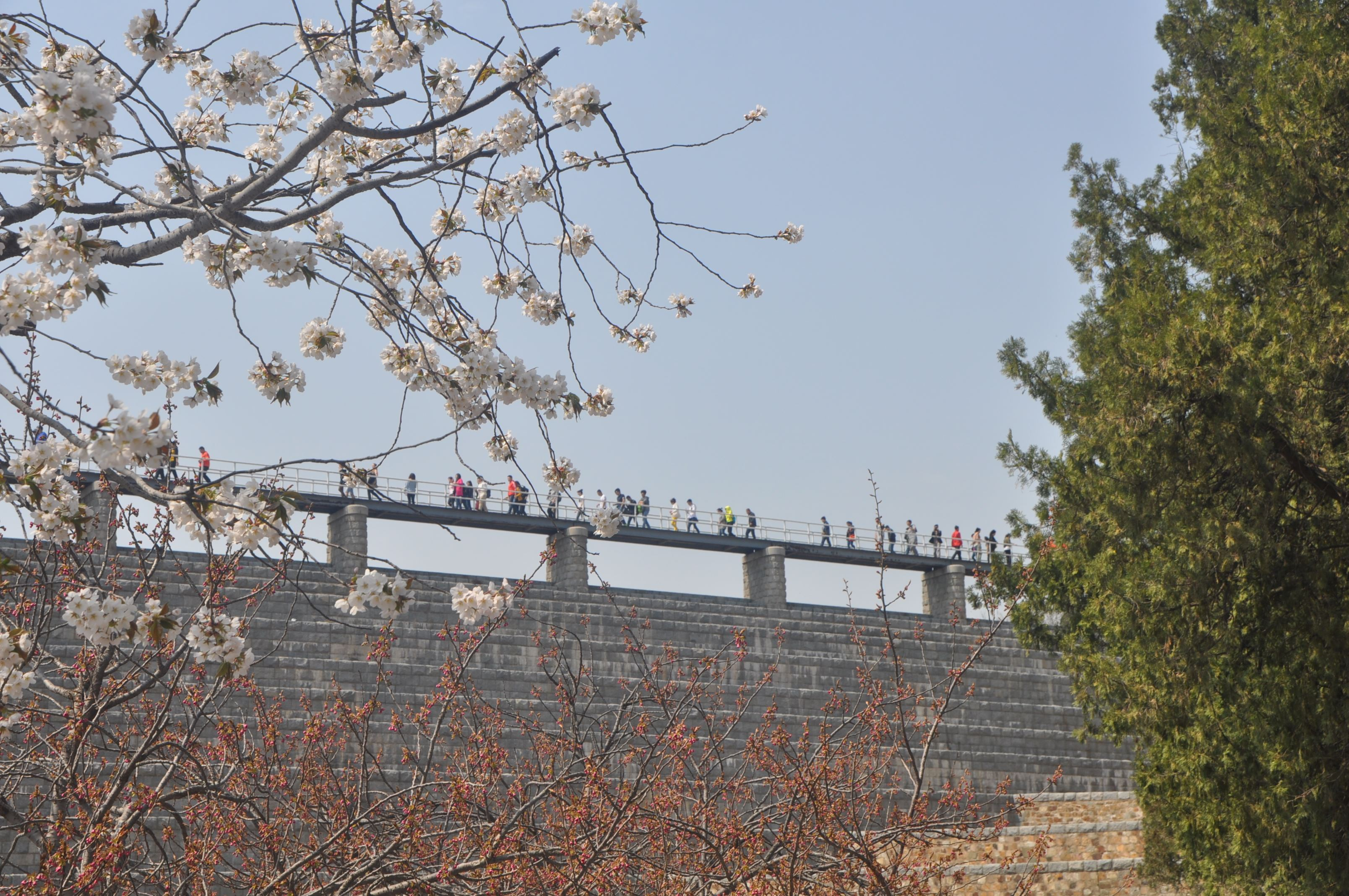
桜花園は龍王塘ダム直下にある
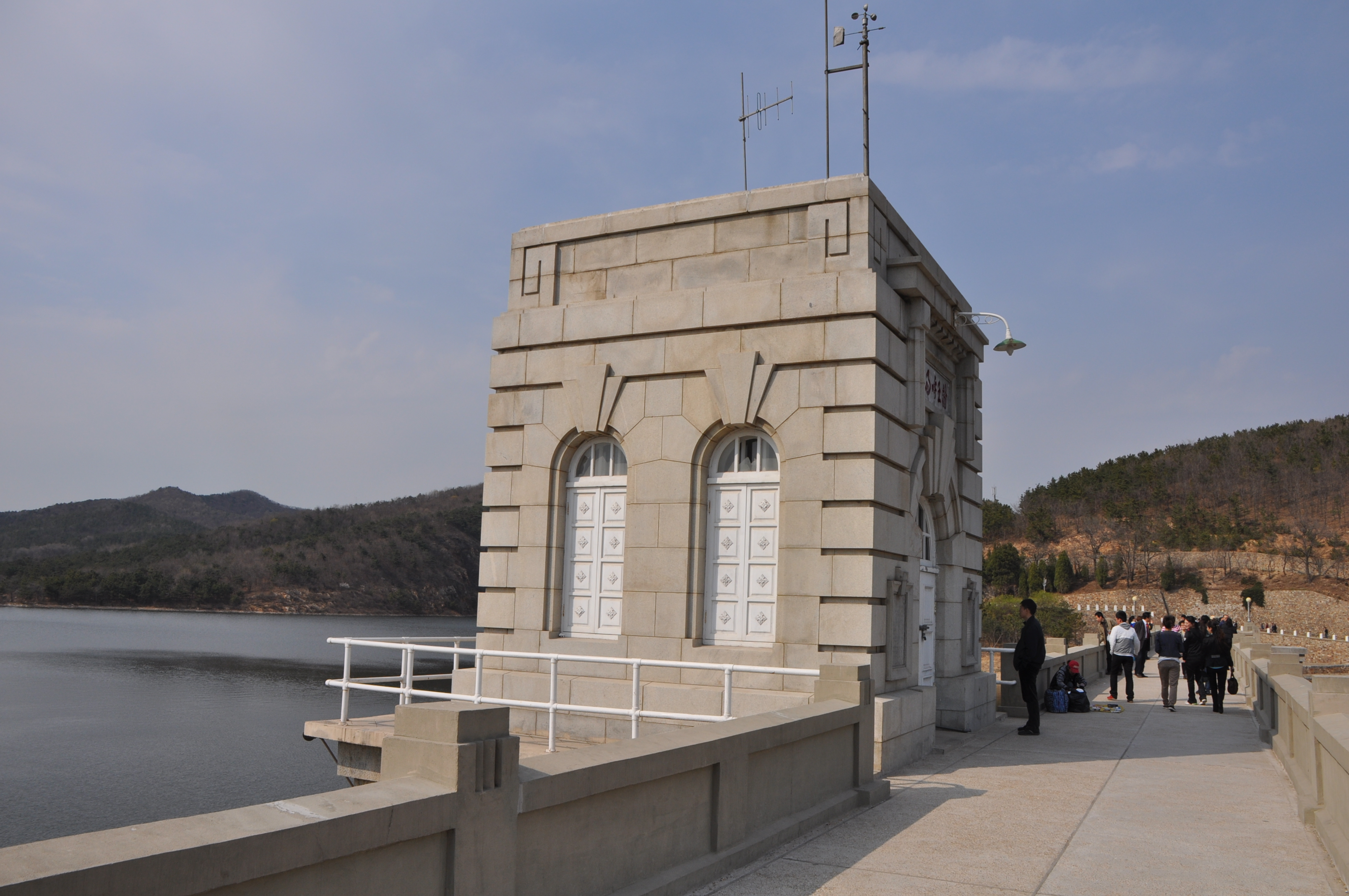
龍王塘ダム上は歩ける
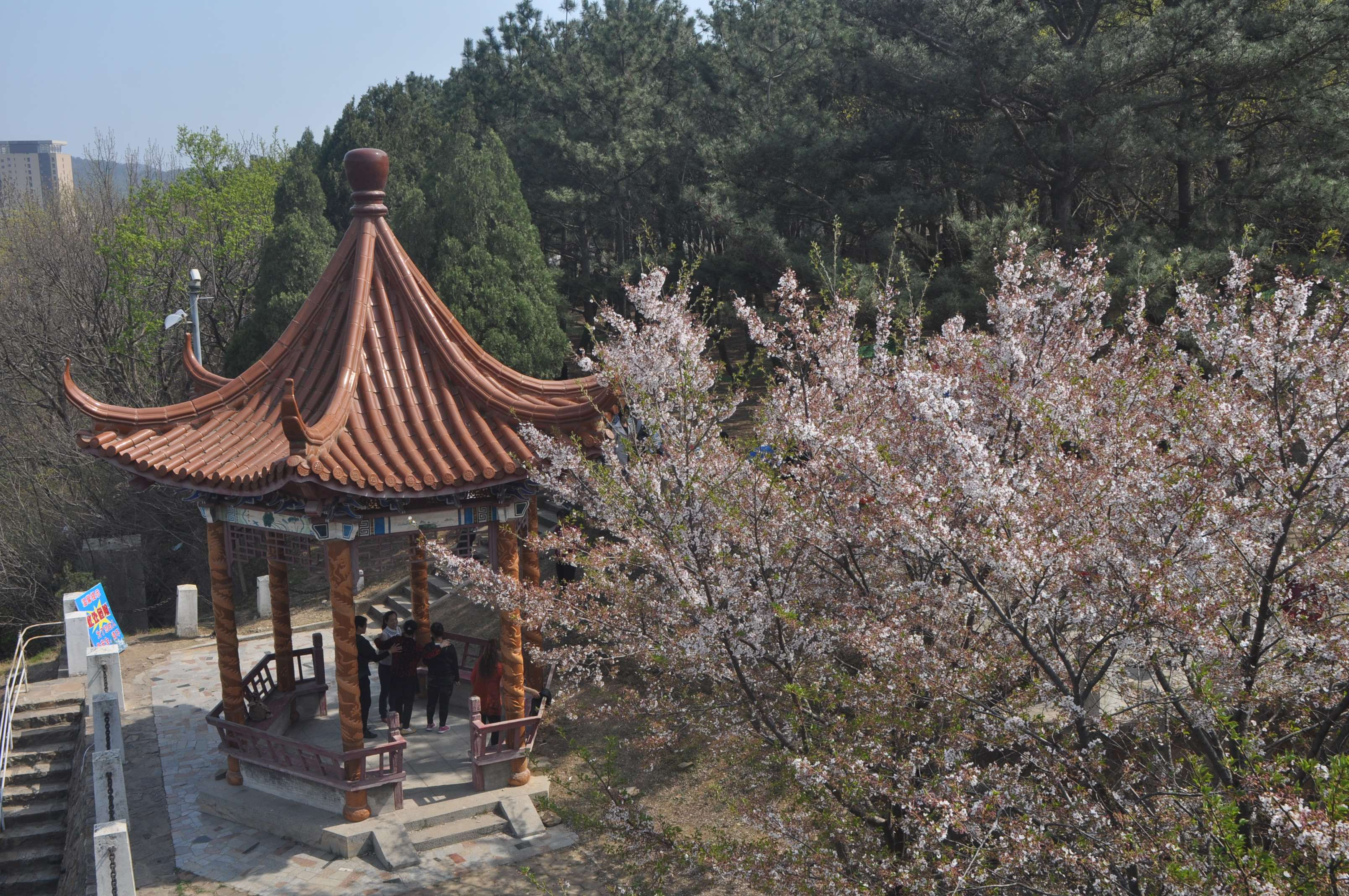
龍王塘ダムの右岸に日本風（中国風？）東屋

## 交通
桜花園の入り口は、大連市街地と旅順港を結ぶ旅順南路の龍王塘街道弁事処の右側の細い道を5分ほど歩いたところにある。
大連市街地からは、旅順南路沿いを走る大連地下鉄12号線の龍王塘駅（龙王塘站）下車が便利である。
バスへ行くには、次のような公共バスがある。
- 站北広場（大連駅北口広場） - 郭水公路 - 旅順新港（遼寧対外経貿学院中門前）
- 大連火車站（大連駅南口広場） - 大連外国語大学・大連医科大学 - 旅順汽車站（旅順市街地のバスステーション）
- 黒石礁汽車站 - 大連外国語大学・大連医科大学 - 旅順汽車站